# 普韦托利亚诺体育俱乐部
普韦托利亚诺竞技俱乐部（西班牙语：Club Deportivo Puertollano），西班牙普韦托利亚诺市的一个足球俱乐部，成立于1948年。